# Pozzarello
Pozzarello è una località del comune italiano di Monte Argentario, nella provincia di Grosseto, in Toscana.

## Geografia fisica
È collegata a Porto Santo Stefano dalla Strada Provinciale 161, da cui dista circa un chilometro, ed è situata fra le propaggini di Poggio Pozzarello (191 m), Poggio Calvello (104 m) e Monte Calzolera (283 m), alture che scendono sul mar Tirreno dove la costa forma la cosiddetta Cala del Pozzarello.

## Storia
Attorno a questa baia sorgeva, molto probabilmente, una positio vale a dire uno scalo marittimo, una delle numerose costruzioni di origine romana sul promontorio, chiamato la Dentiliana. In prossimità della baia si trova invece il Poggio del Calvello il cui nome deriva dalla necessità di disboscare il terreno circostante, rendendolo, in un certo modo, calvo.
Il centro abitato, sorto nel XIX secolo e sviluppatosi come zona residenziale estiva negli anni successivi alla seconda guerra mondiale, si è ampliato dall'inizio del 2000 con la costruzione dei primi complessi abitativi, attività commerciali, strutture scolastiche, impianti sportivi e la nuova chiesa della Santissima Trinità.

## Monumenti e luoghi d'interesse
- Chiesa della Santissima Trinità, moderno edificio parrocchiale realizzato tra il 1999 e il 2002 su progetto di Carlo Boccianti, è stata consacrata il 22 giugno 2002 da monsignor Mario Meini.[2] Le decorazioni all'interno sono dell'artista sloveno Marko Ivan Rupnik.[3]
- Forte del Pozzarello, fortificazione costiera realizzata tra il 1874 e il 1888, è stata l'ultima fortificazione in ordine cronologico ad essere stata realizzata nell'area del promontorio dell'Argentario.
- Torre del Calvello, torre di avvistamento costruita dagli Spagnoli poco dopo la metà del Cinquecento, quando l'intera zona apparteneva già allo Stato dei Presidii.

## Sport
Nella località ha sede, presso villa Cortesini, lo Yacht Club Santo Stefano.